# Елісео Моуріньйо
Елісео Моуріньйо (ісп. Eliseo Mouriño, 3 червня 1927, Буенос-Айрес — 3 квітня 1961) — аргентинський футболіст, що грав на позиції півзахисника.
Виступав, зокрема, за клуби «Банфілд» та «Бока Хуніорс», вигравши у складі останнього чемпіонат Аргентини, а також національну збірну Аргентини. У складі збірної — дворазовий переможець чемпіонату Південної Америки та учасник чемпіонату світу. Загинув з більшою частиною гравців клубу «Грін Кросс» у авіакатастрофі в 1961 році.

## Клубна кар'єра

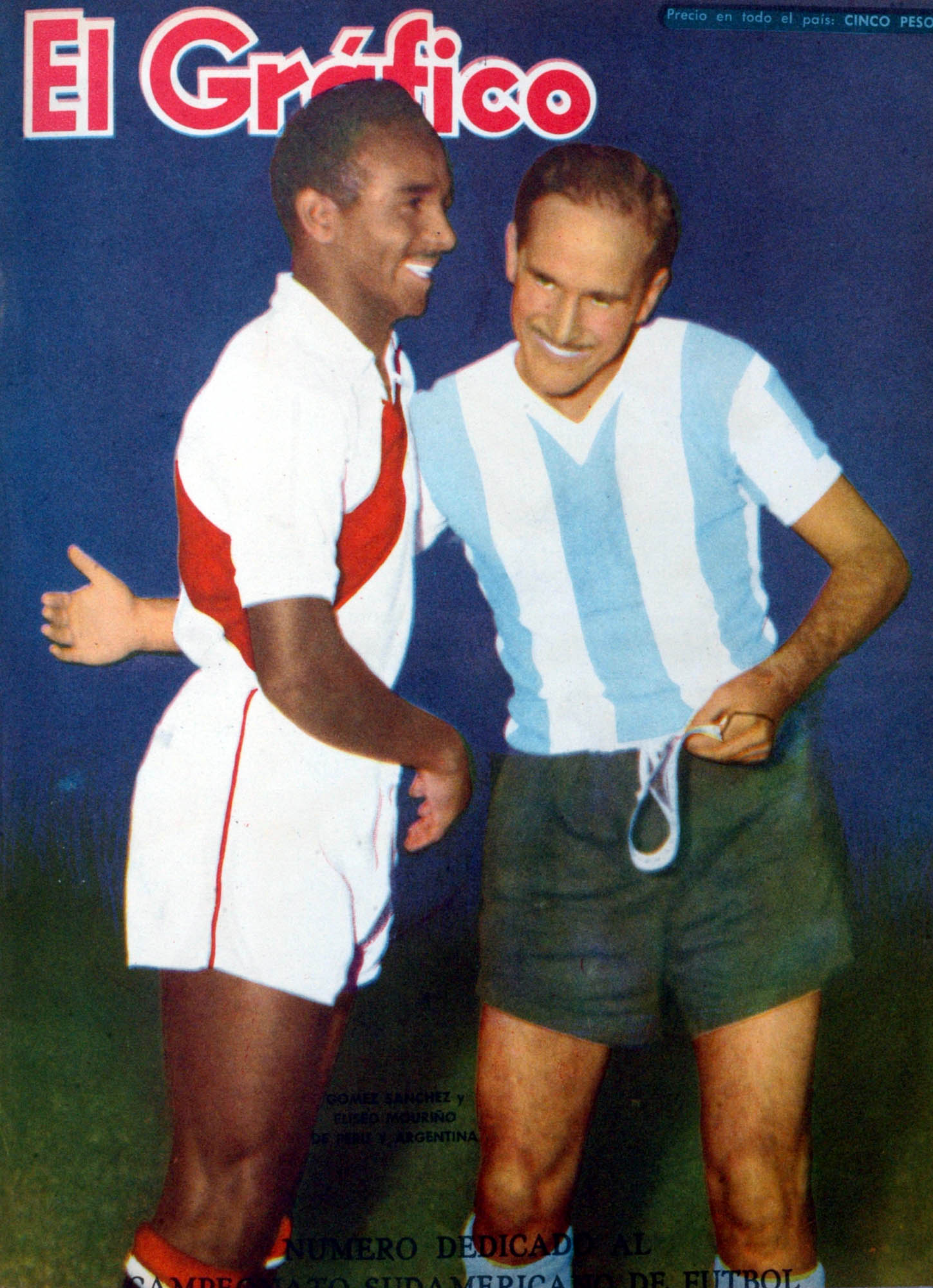
Елісео Моуріньйо (праворуч) і перуанець Оскар Гомес Санчес на чемпіонаті Південної Америки в Аргентині 1959 року.

Народився 3 червня 1927 року в місті Буенос-Айрес. Батько помер, коли йому було 4 роки, і сім'я переїхала до мікрорайону Сан-Крістобаль. Вихованець футбольної школи клубу «Банфілд», в якій перебував з 1941 року.
Дебютував за основну команду 1 червня 1946 року в матчі другого аргентинського дивізіону проти «Уніона» (Санта-Фе). За підсумками того сезону клуб вийшов до вищого дивізіону і весь наступний рік Моуріньйо знову грав у дублі і лише 9 травня 1948 року дебютував у Прімері в матчі проти «Індепендьєнте». З 1949 і до 1952 року був безперечним основним гравцем команди, яка в 1951 році фінішувала на першому місці разом з «Расінгом» (Авельянеда), в результаті чого був призначений «золотий матч», але команда Моуріньйо його програла (0:0, 0:1) і стала лише віце-чемпіоном. Загалом за рідну команду взяв участь у 133 матчах чемпіонату. Згодом в честь визнання значення гравця для «Банфілда» східна трибуна клубного домашнього стадіону «Флоренсіо Сола» була названа на честь футболіста.
Еміліо Бальдонедо, який був головним тренером «Банфілда», у 1951 році очолив «Бока Хуніорс», і з самого початку запропонував Моуріньйо перейти до його команди. Загалом «Бока» намагалась викупити гравця у «Банфілда» сім разів, і 1953 року Елісео таки перейшов до аргентинського гранда, утворивши міцний півзахист із Ломбардо та Пессією. Він був ключовою фігурою в чемпіонстві, здобутому «Бокою» в 1954 році, після 9 років перерви.

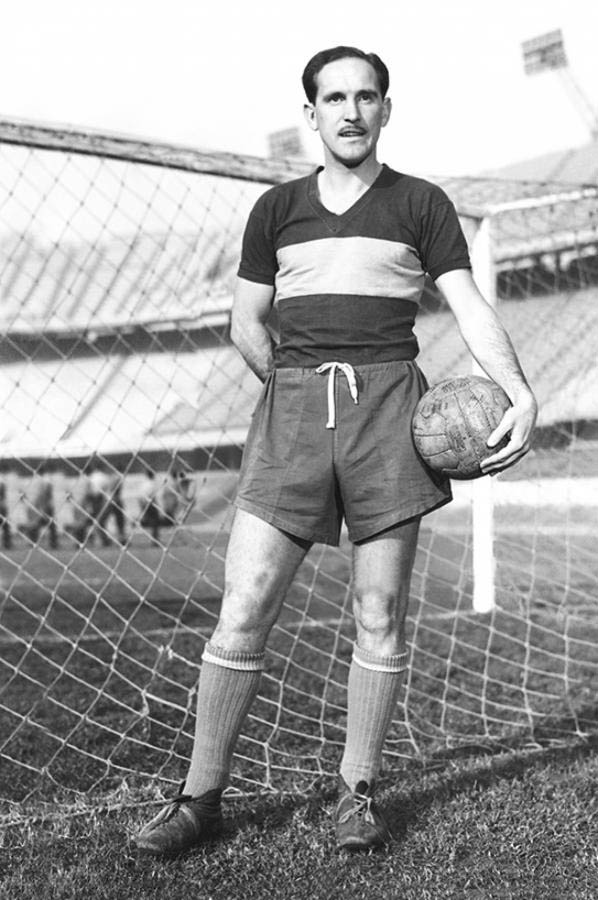
Елісео Моуріньйо під час виступів за «Бока Хуніорс».

Моуріньйо грав до «Бока Хуніорс» до 1960 року, після чого в 1961 році переїхав до Чилі, ставши гравцем клубу «Грін Кросс». Перехід виявився фатальним для гравця, оскільки незабаром після переходу 3 квітня 1961 року він разом із 7 іншими гравцями з команди повертався додому після програного матчу на Кубок Чилі проти «Осорно» (0:1) і вильоту з турніру, літак врізався у гору поблизу Лінареса і всі особи на борту, в тому числі і Моуріньйо загинули. Через важкодоступність місця катастрофи, лише у лютому 2015 року були знайдені залишки літака на висоті 3200 метров на склоні гори Ла-Готера — майже в двох десятках кілометрів на північ від офіційного місця падіння.

## Виступи за збірну
1952 року дебютував в офіційних матчах у складі національної збірної Аргентини.
У складі збірної був учасником Чемпіонату Південної Америки 1955 року у Чилі, здобувши того року титул континентального чемпіона. Моуріньйо зіграв три ігри — проти Парагваю, Еквадору та Перу. Наступного року на чемпіонаті Південної Америки 1956 року в Уругваї, на якому команда здобула бронзові нагороди, Моуріньйо вже зіграв у всіх п'яти матчах — проти Перу, Чилі, Парагваю, Бразилії та Уругваю.
Згодом поїхав з командою і на чемпіонат світу 1958 року у Швеції, втім там на поле так і не вийшов, а команда не подолала груповий етап.
Наступного року відбулось одразу два чемпіонати Південної Америки, спочатку березні-квітні 1959 року в Аргентині, де Моуріньо відіграв чотири гри — проти Перу, Чилі, Уругваю та Бразилії та вдруге у кар'єрі здобув титул континентального чемпіона, а потім і у грудні 1959 року в Еквадорі, де зіграв у трьох матчах — проти Парагваю, Еквадору та Бразилії і разом з командою здобув «срібло».
Всього протягом кар'єри у національній команді, яка тривала 8 років, провів у її формі 21 матч.

## Титули і досягнення
- Чемпіон Аргентини (1):

«Бока Хуніорс»: 1954
- Переможець чемпіонату Південної Америки: 1955, 1959 (Аргентина)
- Срібний призер Чемпіонату Південної Америки: 1959 (Еквадор)
- Бронзовий призер Чемпіонату Південної Америки: 1956